# Orkan Çınar
Orkan Çınar (* 29. Januar 1996 in Dortmund, Deutschland) ist ein türkisch-deutscher Fußballspieler. Der Linksaußen stand zuletzt bei Adanaspor unter Vertrag.

## Karriere

### Vereine
Çınar ist in Berlin „groß geworden“ und begann seine Karriere bei den Reinickendorfer Füchsen und spielte von 2010 bis 2011 bei Tennis Borussia Berlin, bevor er in die Jugend des VfL Wolfsburg wechselte. 2014 wurde er von der SpVgg Greuther Fürth verpflichtet, für die er am 24. August 2014 bei der 0:2-Niederlage gegen den FC Ingolstadt 04 sein Debüt in der 2. Bundesliga gab. Für die zweite Mannschaft der Fürther erzielte er bei seinem ersten Einsatz am 12. September 2014 sein erstes Tor zum zwischenzeitlichen 3:1 beim 6:1-Sieg gegen den FC Memmingen in der Regionalliga Bayern.
Am 30. Januar 2015 wurde Çınar bis Saisonende an den türkischen Erstligisten Gaziantepspor verliehen, für den er am 1. März 2015 bei der 0:2-Niederlage gegen Kasımpaşa Istanbul erstmals in der Süper Lig zum Einsatz kam. Zur Saison 2015/16 wurde er von Gaziantepspor fest verpflichtet. Am 28. Oktober 2015 erzielte Çınar beim 2:2 bei Trabzonspor sein erstes Pflichtspieltor.
Zur Saison 2017/18 wechselte Çınar zum Ligakonkurrenten Beşiktaş Istanbul. Dort kam er in der Hinrunde zu keinem Einsatz in der Süper Lig und wurde im Januar 2018 für sechs Monate an Konyaspor verliehen. Ende August 2018 wurde er bis Jahresende an den Zweitligisten Adana Demirspor ausgeliehen. Nach seiner Rückkehr zu Beşiktaş kam er in der Hinrunde der Spielzeit 2019/20 zu drei Einsätzen in der Liga sowie einem im Pokal. Im Januar 2020 wechselte Çınar zum Ligakonkurrenten MKE Ankaragücü. Im September 2021 wechselte er zu Adanaspor, ehe der Vertrag zwei Monate später aufgelöst wurde. Nach 2 weiteren Stationen in der Türkei und einem 3 monatigen Aufenthalt beim BFC Preussen in der NOFV Nord, wechselte er im Januar 2025 erneut zu Adanaspor.

### Nationalmannschaft
Çınar durchlief von der U16 an alle Jugendmannschaften des türkischen Fußballverbands. Mitte Oktober 2015 absolvierte er drei Freundschaftsspiele für die U20-Nationalmannschaft. Am 12. November 2015 spielte er beim 3:0-Sieg in Zypern erstmals für die U21-Auswahl, deren Mannschaftskapitän er zwischenzeitlich war.